# Bryan Braman
Bryan Allan Braman (Spokane, 4 maggio 1987 – Seattle, 17 luglio 2025) è stato un giocatore di football americano statunitense che gioca nel ruolo di linebacker nella National Football League (NFL). Dopo non essere stato scelto nel Draft NFL 2011 firmò con gli Houston Texans. Al college ha giocato a football alla West Texas A&M University.

## Carriera

### Houston Texans
Dopo non essere stato scelto nel Draft 2011, Braman firmò in qualità di free agent con gli Houston Texans. Nella sua stagione da rookie disputò tutte le 16 partite della stagione regolare, nessuna delle quali come titolare, mettendo a segno 8 tackle e 0,5 sack. Nelle due stagioni successive continuò a giocare principalmente per gli special team, bloccando anche un punt ritornato in touchdown contro gli Indianapolis Colts.

### Philadelphia Eagles
Il 12 marzo 2014, Braman firmò un contratto biennale da 3,15 milioni di dollari con i Philadelphia Eagles.

### New Orleans Saints
Nel 2017, Braman firmò con i New Orleans Saints.

### Ritorno ai Philadelphia Eagles
Il 12 dicembre 2017 Braman firmò per fare ritorno agli Eagles. Nel divisional round dei playoff contro gli Atlanta Falcons bloccò un punt di Matt Bosher nella vittoria per 15–10. Gli Eagles raggiunsero il Super Bowl LII, dove batterono i New England Patriots per 41–33, in una gara in cui Braman mise a segno un placcaggio.

## Palmarès

### Franchigia
- Super Bowl : 1

Philadelphia Eagles: LII
- National Football Conference Championship: 1

Philadelphia Eagles: 2017

## Morte
Il 3 luglio 2025 fu rivelato che Braman stava affrontando una rara e aggressiva forma di tumore. Fu lanciata una campagna tramite GoFundMe per raccogliere 25.000 dollari per le spese mediche. Alla fine furono raccolti oltre 88.000 dollari, inclusa una donazione di 10.000 dollari del suo ex compagno J.J. Watt.
Braman morì il 17 luglio 2025, all'età di 38 anni. Lasciò due figlie.